# 171 Ofélia
Ofélia (asteroide 171) é um asteroide da cintura principal com um diâmetro de 116,69 quilómetros, a 2,72833445 UA. Possui uma excentricidade de 0,12927424 e um período orbital de 2 025,92 dias (5,55 anos).
Ofélia tem uma velocidade orbital média de 16,82614546 km/s e uma inclinação de 2,54608923º.
Este asteroide foi descoberto em 13 de janeiro de 1877 por Alphonse Borrelly.